# Jo Marcel
Jo Marcel (sinh năm 1938 tại Hà Nội) là một nghệ sĩ người Mỹ gốc Việt.

## Lịch sử
Ông Jo Marcel sinh năm 1938 tại Hà Nội với nguyên danh Vũ Ngọc Tòng. Thuở nhỏ ông theo học École Puginier, năm 1954 di cư vào Nam tiếp tục học trường Taberd.
Đầu thập niên 1960, ông đi hát với một ban nhạc do một người Pháp làm nhạc trưởng tại nhà hàng La Galère trong khách sạn Caravelle dưới nghệ danh Ngọc Minh.
Năm 1967, ông chung vốn lập vũ trường Chez Jo Marcel và đổi luôn nghệ danh thành Jo Marcel. Trước đó, ông cũng đã cùng ca sĩ Như An chuyên biểu diễn nhạc ngoại tại vũ trường Baccara và bắt đầu nổi lên như một hiện tượng của làng nhạc nhẹ thành đô.
Năm 1969, Jo Marcel bán hết cổ phần Chez Jo Marcel cho nhạc sĩ Phạm Đình Chương, ông Phạm Đình Chương bèn đổi thành Đêm Màu Hồng. Thời kì này, Jo Marcel chung vốn tại hai vũ trường Ritz và Queen Bee. Riêng tại Queen Bee, ông thực hiện những đêm nhạc Jo Marcel rất ăn khách và được báo giới chú ý.
Mặc dù nổi tiếng là giọng nam trung mềm mại mà khỏe khoắn, quyến rũ mà đa dạng, chuyển thể hiện những bài Pháp ngữ Et Maintenant, Les Neiges Du Kilirnandjaro, Fais la Rire, Capri C'est Fini, Merci Cherié... hay Việt ngữ Ai về sông Tương, Mộng dưới hoa, Xin mặt trời ngủ yên... nhưng Jo Marcel không thực sự có tầm ảnh hưởng lớn. Bởi vậy, ông lấn sang địa hạt tổ chức đại nhạc hội tại hàng loạt vũ trường đình đám như Queen Bee, Ritz, Ma Cabane, Key Hole... Đồng thời, Jo Marcel kiêm các vai trò bầu diễn, nhà sản xuất, hòa âm phối khí. Ông đứng sau một loạt băng nhạc có tiếng vang của các giọng ca Lệ Thu, Anh Khoa, Khánh Ly... Tất cả đều cộp nhãn Jo Marcel nơi bìa băng.
Trong phong trào Nhạc Trẻ, Jo Marcel được coi là yếu nhân hàng đầu (bộ ngũ Jo Marcel, Trường Kỳ, Nam Lộc, Tùng Giang, Kỳ Phát). Jo Marcel tự nghiên cứu và đứng ra thực hiện hai cuốn phim ca nhạc Thế giới nhạc trẻ và Vết chân hoang, vừa có phẩm chất giải trí vừa có tính tư liệu. Hai cuốn băng ghi lại không khí sôi động nhất của thời kì Nhạc Trẻ Việt Nam Cộng hòa với hình ảnh những đại ban The Hammers, The Peanuts Company, Phượng Hoàng, The Enterprise... Hai bộ phim này được chiếu trên Đài Truyền hình Việt Nam và rất được ái mộ.
Năm 1975, khi Sài Gòn sắp thất thủ, Jo Marcel rời Việt Nam sang Mỹ định cư. Ban đầu ông làm việc cho cơ quan USCC tại Los Angeles nhưng thỉnh thoảng vẫn lên các sân khấu đại nhạc hội, quay video. Năm 1995 thì ông tuyên bố giải nghệ, chỉ đôi lúc xuất hiện tại các Đêm Hội Ngộ Nhạc Trẻ hoặc đi hát gây quỹ từ thiện.

## Đời tư
Không chỉ được mệnh danh phù thủy âm thanh, Jo Marcel còn nức tiếng là phù thủy đào hoa bởi kết hôn rất nhiều lần. Sau khi giã từ sân khấu, ông sống đơn độc tại Long Beach, vui thú sưu tập xe hơi cũ.

## Xuất phẩm

### Âm nhạc
- Áo dài Việt Nam
- Chiều Winnipeg
- Ngày đó
- Vết chân hoang

### Điện ảnh
- Thế giới nhạc trẻ (1972)
- Vết chân hoang (1973)